# Réginald Morissette
Pour les articles homonymes, voir Morissette.
Réginald Morissette est une personnalité politique québécoise.
Il a été conseiller de la municipalité de Saint-Joseph-de-Lepage pendant 15 ans avant d'être maire de la même municipalité durant 24 ans,. 
Il a aussi été préfet de la municipalité régionale de comté de La Mitis pendant 3 ans.